# غريس ستون كوتس
غريس ستون كوتس (بالإنجليزية: Grace Stone Coates)‏ (1881 - 1976)؛ كاتِبة، شاعرة وروائية أمريكية.

## روابط خارجية
- غريس ستون كوتس على موقع ميوزك برينز (الإنجليزية)